# Wilmar Roldán
Pour les articles homonymes, voir Roldán.
Wilmar Alexander Roldán Pérez (né le 24 janvier 1980 à Remedios) est un arbitre colombien de football. Il débute à l'arbitrage en 2003 et est international depuis 2008.

## Biographie
Il est arbitre dans la ligue nationale depuis 2003 et est devenu FIFA International en 2008. 
Il a été sélectionné pour son premier tournoi de la Copa América en 2011, où il a officié lors de deux matches de groupe et du match pour la troisième place opposant le Venezuela et le Pérou. Roldán a également officié aux tournois olympiques de 2012 et aux qualifications pour la Coupe du Monde de la FIFA 2014.
En mars 2013, la FIFA a nommé Roldán sur sa liste des 52 arbitres candidats à la Coupe du Monde de la FIFA 2014 au Brésil. En janvier 2014, Wilmar Roldán a été intégré dans l'équipe d'arbitrage de la Coupe du Monde par la FIFA. Il était l'arbitre en chef du match du groupe A opposant le Mexique et le Cameroun .
En avril 2017, Roldán a été sélectionné comme arbitre pour la Coupe des Confédérations de la FIFA 2017 en Russie. Il a été choisi pour arbitrer le match d'ouverture du tournoi opposant le pays hôte, la Russie et la Nouvelle-Zélande.
En juin 2018, Roldán a été sélectionné pour arbitrer l' Angleterre contre la Tunisie lors de la Coupe du Monde de la FIFA 2018 en Russie.

## Carrière
Il officie dans les compétitions majeures suivantes : 
- Recopa Sudamericana 2011 (finale aller)
- Copa América 2011 (3 matchs)
- Coupe du monde 2014
- Coupe du monde 2018